# Сулхара (сельское поселение)
Се́льское поселе́ние «Сулхара» (бур. Сулхариин һомон) — муниципальное образование в Кижингинском районе Бурятии Российской Федерации.
Административный центр — посёлок Сулхара.

## История
Статус и границы сельского поселения установлены Законом Республики Бурятия от 31 декабря 2004 года № 985-III «Об установлении границ, образовании и наделении статусом муниципальных образований в Республике Бурятия»

## Население
| 2002 | 2011 | 2012 | 2013 | 2014 | 2015 | 2016 |
| ---- | ---- | ---- | ---- | ---- | ---- | ---- |
| 811  | ↘645 | ↘613 | ↘596 | ↘590 | ↘574 | ↘556 |
| 2017 | 2018 | 2019 | 2020 | 2021 | 2023 | 2024 |
| ↘536 | ↘499 | ↗501 | ↘490 | ↗557 | ↘541 | ↘527 |

## Состав сельского поселения
| № | Населённый пункт | Тип населённого пункта          | Население |
| - | ---------------- | ------------------------------- | --------- |
| 1 | Сулхара          | посёлок, административный центр | ↘527      |